# Veaceslav Banari
Veaceslav Banari (Căușeni, 1 februari 1975) is een Moldavisch voormalig voetbalscheidsrechter. Hij was in dienst van FIFA en UEFA tussen 2003 en 2011. Ook leidde hij tot 2023 wedstrijden in de Divizia Națională.
Op 29 juni 2003 leidde Banari zijn eerste wedstrijd in Europees verband tijdens een wedstrijd tussen Shamrock Rovers en Odra Wodzisław in de eerste ronde van de Intertoto Cup; het eindigde in 1–0 en de Moldaviër gaf vijf gele kaarten. Zijn eerste interland floot hij op 16 november 2005, toen Roemenië met 3–0 won van Nigeria door doelpunten van Daniel Niculae, Florentin Petre en Laurenţiu Roşu. Tijdens dit duel gaf Banari twee gele kaarten.

## Interlands
| Datum             | Plaats               | Wedstrijd                         | Uitslag | Competitie           | Kreeg geel | Kreeg voor de tweede keer geel en dus rood | Weggestuurd |
| ----------------- | -------------------- | --------------------------------- | ------- | -------------------- | ---------- | ------------------------------------------ | ----------- |
| 16 november 2005  | Boekarest, Roemenië  | Roemenië – Nigeria                | 3 – 0   | Vriendschappelijk    | 2          | 0                                          | 0           |
| 1 maart 2006      | Attard, Malta        | Malta – Georgië                   | 0 – 2   | Vriendschappelijk    | 8          | 1                                          | 0           |
| 6 september 2006  | Göteborg, Zweden     | Zweden – Liechtenstein            | 3 – 1   | EK 2008 kwalificatie | 4          | 0                                          | 0           |
| 22 augustus 2007  | Kiev, Oekraïne       | Oekraïne – Oezbekistan            | 2 – 1   | Vriendschappelijk    | 0          | 0                                          | 0           |
| 12 september 2007 | Celje, Slovenië      | Slovenië – Wit-Rusland            | 1 – 0   | EK 2008 kwalificatie | 4          | 1                                          | 0           |
| 20 augustus 2008  | Almaty, Kazachstan   | Kazachstan – Andorra              | 3 – 0   | EK 2010 kwalificatie | 5          | 0                                          | 0           |
| 3 maart 2010      | Tbilisi, Georgië     | Georgië – Estland                 | 2 – 1   | Vriendschappelijk    | 6          | 2                                          | 0           |
| 3 september 2010  | Luxemburg, Luxemburg | Luxemburg – Bosnië en Herzegovina | 0 – 3   | EK 2012 kwalificatie | 2          | 0                                          | 0           |
| 9 februari 2011   | Antalya, Turkije     | Wit-Rusland – Kazachstan          | 1 – 1   | Vriendschappelijk    | 2          | 0                                          | 0           |
| 29 februari 2012  | Antalya, Turkije     | Kazachstan – Letland              | 0 – 0   | Vriendschappelijk    | 1          | 0                                          | 1           |